# Sous-algèbre de Cartan
En mathématiques, une sous-algèbre de Cartan, est une sous-algèbre nilpotente {\displaystyle {\mathfrak {h}}} d'une algèbre de Lie {\displaystyle {\mathfrak {g}}} qui est son propre normalisateur (si {\displaystyle [X,Y]\in {\mathfrak {h}}} pour tous {\displaystyle X\in {\mathfrak {h}}}, alors {\displaystyle Y\in {\mathfrak {h}}}). Elles ont été introduits par Élie Cartan dans sa thèse de doctorat. Elle contrôle la théorie des représentations d'une algèbre de Lie semi-simple {\displaystyle {\mathfrak {g}}} sur un corps de caractéristique {\displaystyle 0}.
Dans une algèbre de Lie semi-simple de dimension finie sur un corps algébriquement clos de caractéristique zéro (par exemple {\displaystyle \mathbb {C} }), la donnée d'une sous-algèbre de Cartan est la même chose qu'une sous-algèbre abélienne maximale constituée d'éléments x tels que l'endomorphisme adjoint {\displaystyle \operatorname {ad} (x):{\mathfrak {g}}\to {\mathfrak {g}}} est semi-simple (c'est-à-dire diagonalisable). Parfois, cette caractérisation donne la définition d'une sous-algèbre de Cartan page 231.
En général, une sous-algèbre est appelée torale si elle est constituée d'éléments semi-simples. Sur un corps algébriquement clos, une sous-algèbre torale est abélienne. Ainsi, sur un corps algébriquement clos de caractéristique zéro, une sous-algèbre de Cartan peut également être définie comme une sous-algèbre torale maximale.
Les algèbres de Kac–Moody et les algèbres de Kac–Moody généralisées ont également des sous-algèbres qui jouent un rôle analogue aux sous-algèbres de Cartan des algèbres de Lie semi-simples (sur un corps de caractéristique zéro).

## Existence et unicité
Les sous-algèbres de Cartan existent pour les algèbres de Lie de dimension finie dès que le corps de base est infini. Une façon de construire une sous-algèbre de Cartan consiste à utiliser un élément régulier. Sur un corps fini, la question de l'existence reste ouverte[réf. nécessaire].
Pour une algèbre de Lie semi-simple complexe de dimension finie, l'existence d'une sous-algèbre de Cartan est plus simple à établir, en supposant l'existence d'une forme réelle compacte. Dans ce cas, {\displaystyle {\mathfrak {h}}} peut être considérée comme la complexification de l'algèbre de Lie d'un tore maximal du groupe compact.
Dans une algèbre de Lie de dimension finie sur un corps algébriquement clos de caractéristique zéro, toutes les sous-algèbres de Cartan sont conjuguées par automorphismes, et sont en particulier  toutes isomorphes. La dimension commune d'une sous-algèbre de Cartan est alors appelée le rang de l'algèbre.
Pour une algèbre de Lie semi-simple de dimension finie {\displaystyle {\mathfrak {g}}} sur un corps algébriquement clos de caractéristique zéro, il existe une approche plus simple : par définition, une sous-algèbre torale est une sous-algèbre de {\displaystyle {\mathfrak {g}}} qui est constitué d'éléments semi-simples (un élément est semi-simple si l'endomorphisme adjoint induit est diagonalisable). Une sous-algèbre de Cartan de {\displaystyle {\mathfrak {g}}} est alors la même chose qu'une sous-algèbre torale maximale et l'existence d'une sous-algèbre torale maximale est aisé à démontrer.

## Exemples
- Toute algèbre de Lie nilpotente est sa propre sous-algèbre de Cartan.
- Une sous-algèbre de Cartan de {\displaystyle {\mathfrak {gl}}_{n}} est l'algèbre des matrices diagonales.
- Pour l'algèbre de Lie spéciale {\displaystyle {\mathfrak {sl}}_{n}(\mathbb {C} )}, la sous-algèbre de Cartan{\displaystyle {\mathfrak {h}}=\left\{d(a_{1},\ldots ,a_{n})\mid a_{i}\in \mathbb {C} {\text{ et }}\sum _{i=1}^{n}a_{i}=0\right\}}
- L'algèbre de Lie {\displaystyle {\mathfrak {sl}}_{2}(\mathbb {R} )} a deux sous-algèbres de Cartan non conjuguées.
- La dimension d'une sous-algèbre de Cartan n'est pas en général la dimension maximale d'une sous-algèbre abélienne, même pour les algèbres de Lie simples et complexes. Par exemple {\displaystyle {\mathfrak {sl}}_{2n}(\mathbb {C} )}, l'algèbre de Lie  des matrices de trace nulle {\displaystyle 2n} par {\displaystyle 2n}, a une sous-algèbre de Cartan de rang {\displaystyle 2n-1} mais a une sous-algèbre abélienne maximale de dimension {\displaystyle n^{2}} constitué de toutes les matrices de la forme {\displaystyle {\begin{pmatrix}0&A\\0&0\end{pmatrix}}} avec {\displaystyle A} une matrice de taille {\displaystyle n}. On voit directement que cette sous-algèbre abélienne n'est pas une sous-algèbre de Cartan, puisqu'elle est contenue dans l'algèbre nilpotente des matrices triangulaires strictement supérieures.

## Sous-algèbres de Cartan des algèbres de Lie semi-simples
Soit une algèbre de Lie semi-simple de dimension finie {\displaystyle {\mathfrak {g}}} sur un corps algébriquement clos de caractéristique 0, une sous-algèbre de Cartan {\displaystyle {\mathfrak {h}}} a les propriétés suivantes :
- {\displaystyle {\mathfrak {h}}} est abélienne.
- Notons la représentation adjointe {\displaystyle \operatorname {ad} :{\mathfrak {g}}\to {\mathfrak {gl}}({\mathfrak {g}})} ; les éléments de son image {\displaystyle \operatorname {ad} ({\mathfrak {h}})} sont semi-simples (c'est-à-dire diagonalisables).

(Comme indiqué précédemment, une sous-algèbre de Cartan peut en fait être caractérisée comme une sous-algèbre maximale parmi celles ayant les deux propriétés ci-dessus.)
Ces deux propriétés impliquent que les opérateurs en {\displaystyle \operatorname {ad} ({\mathfrak {h}})} sont simultanément diagonalisables et qu’il existe une décomposition en somme directe de {\displaystyle {\mathfrak {g}}} comme
{\displaystyle {\mathfrak {g}}=\bigoplus _{\lambda \in {\mathfrak {h}}^{*}}{\mathfrak {g}}_{\lambda }}
où
{\displaystyle {\mathfrak {g}}_{\lambda }=\{x\in {\mathfrak {g}}:{\text{ad}}(h)x=\lambda (h)x,{\text{ pour tout }}h\in {\mathfrak {h}}\}} .
Soit {\displaystyle \Phi =\{\lambda \in {\mathfrak {h}}^{*}\setminus \{0\}|{\mathfrak {g}}_{\lambda }\neq \{0\}\}}. Alors {\displaystyle \Phi } est un système de racines et {\displaystyle {\mathfrak {g}}_{0}={\mathfrak {h}}}, c'est-à-dire le centralisateur de {\displaystyle {\mathfrak {h}}} coïncide avec {\displaystyle {\mathfrak {h}}}. La décomposition ci-dessus peut alors s’écrire :
{\displaystyle {\mathfrak {g}}={\mathfrak {h}}\oplus \left(\bigoplus _{\lambda \in \Phi }{\mathfrak {g}}_{\lambda }\right)}
Il s'avère que pour chaque {\displaystyle \lambda \in \Phi }, {\displaystyle {\mathfrak {g}}_{\lambda }} a dimension un et donc :
{\displaystyle \dim {\mathfrak {g}}=\dim {\mathfrak {h}}+\#\Phi } .

### Décomposition de représentations
Étant donné une algèbre de Lie {\displaystyle {\mathfrak {g}}} semi-simple sur un corps de caractéristique {\displaystyle 0}, et une représentation d'algèbre de Lie{\displaystyle \sigma :{\mathfrak {g}}\to {\mathfrak {gl}}(V),}il existe une décomposition liée à la sous-algèbre de Cartan de {\displaystyle {\mathfrak {g}}}. Pour tout {\displaystyle \lambda \in {\mathfrak {h}}^{*}}, définissons {\displaystyle V_{\lambda }=\{v\in V:(\sigma (h))(v)=\lambda (h)v{\text{ pour tout }}h\in {\mathfrak {h}}\},}appelé espace de poids associé à {\displaystyle \lambda } ; on a une décomposition de la représentation en termes de ces espaces de poids :{\displaystyle V=\bigoplus _{\lambda \in {\mathfrak {h}}^{*}}V_{\lambda }.}Un {\displaystyle \lambda } tel que {\displaystyle V_{\lambda }\neq \{0\}} est appelé poids de la {\displaystyle {\mathfrak {g}}}-représentation {\displaystyle V}.

#### Classification des représentations irréductibles
Il s’avère que ces poids peuvent être utilisés pour classer les représentations irréductibles de l’algèbre de Lie. {\displaystyle {\mathfrak {g}}} . Pour une {\displaystyle {\mathfrak {g}}}-représentation {\displaystyle V} irréductible de dimension finie, il existe un unique poids {\displaystyle \lambda \in \Phi } en ce qui concerne un ordre partiel sur {\displaystyle {\mathfrak {h}}^{*}}. De plus, étant donné un {\displaystyle \lambda \in \Phi } tel que {\displaystyle \langle \alpha ,\lambda \rangle \in \mathbb {N} } pour toute racine positive {\displaystyle \alpha \in \Phi ^{+}}, il existe une unique représentation irréductible {\displaystyle L^{+}(\lambda )}. Cela signifie que le système racine {\displaystyle \Phi } contient toutes les informations sur la théorie des représentations de {\displaystyle {\mathfrak {g}}}pg 240.

## Sous-groupe de Cartan
Un sous-groupe de Cartan d'un groupe de Lie est un sous-groupe dont l'algèbre de Lie est une sous-algèbre de Cartan. Il n'existe pas de convention concernant la connexité d'un tel sous-groupe. Un sous-groupe de Cartan d'un groupe de Lie connexe compact est un sous-groupe abélien connexe maximal (un tore maximal). Son algèbre de Lie est une sous-algèbre de Cartan.
Pour les groupes de Lie compacts non-connexes, il existe plusieurs définitions non équivalentes d'un sous-groupe de Cartan. Le plus courant semble être celle donnée par David Vogan, qui définit un sous-groupe de Cartan comme étant le groupe d'éléments qui normalisent un tore maximal et fixent la chambre de Weyl fondamentale. Ces sous-groupes de Cartan ne doivent pas nécessairement être abéliens en général.